# Tved Sogn (Syddjurs Kommune)
 For alternative betydninger, se Tved Sogn. (Se også artikler, som begynder med Tved Sogn)
Tved Sogn er et sogn i Syddjurs Provsti (Århus Stift).
Tved Sogn hørte til Mols Herred i Randers Amt. Tved sognekommune blev ved kommunalreformen i 1970 indlemmet i Ebeltoft Kommune, som ved strukturreformen i 2007 indgik i Syddjurs Kommune.
I Tved Sogn ligger Tved Kirke.
I sognet findes følgende autoriserede stednavne:
- Basbjerg (areal)
- Bjødstrup (bebyggelse, ejerlav)
- Blåkær (bebyggelse, ejerlav)
- Dejret (bebyggelse, ejerlav)
- Eg (bebyggelse, ejerlav)
- Iisgård (ejerlav, landbrugsejendom)
- Kvelstrup (ejerlav, landbrugsejendom)
- Landborup (bebyggelse, ejerlav)
- Manhøj (areal)
- Mols Hoved (areal)
- Neder Tved (bebyggelse)
- Skødshoved (areal, bebyggelse)
- Tillerup (bebyggelse, ejerlav)
- Torup (bebyggelse, ejerlav)
- Trehøj (areal)
- Trehøje (areal)
- Tved (bebyggelse, ejerlav)
- Vester Tved (bebyggelse)
- Øhoved (areal)